# Bynina
Bynina je vesnice, část města Valašské Meziříčí v okrese Vsetín. Je zde evidováno 205 adres. Trvale zde žije 626 obyvatel. Vesnice se rozkládá podél Černého Potoku asi 2,8 km severně od centra města Valašské Meziříříčí na jihozápadním úpatí Veřovických vrchů v nadmořské výšce 310 m n. m.
Tato městská část se nachází pár stovek metrů od komplexu fabrik na zpracování dehtu a jiných chemických látek pod názvem DEZA.
Bynina je také název katastrálního území o rozloze 3,74 km2.

## Pamětihodnosti
- Krucifix
- Socha Panny Marie z roku 1884